# Polska Grupa Górnicza
Die Polska Grupa Górnicza (PGG, deutsch: Polnische Bergbaugruppe) ist eine polnische Aktiengesellschaft mit Sitz in Kattowitz. Die Gruppe verfügt nach eigenen Angaben über die größten Steinkohlelagerstätten und -förderkapazitäten in der Europäischen Union.

## Überblick
Die Abbaugebiete der Unternehmensgruppe liegen auf dem Gebiet von 42 Gemeinden der schlesischen Woiwodschaft und von 3 Gemeinden der kleinpolnischen Woiwodschaft und erstrecken sich auf rund 600 km², das gesamte Grubenfeld umfasst 665 km². Die bilanzierten Kohleressourcen belaufen sich auf 7.812,2 Millionen Tonnen, die derzeit operativen Ressourcen auf 1.610,1 Millionen Tonnen.
Aus Gründen der Diversifizierung besteht zudem eine Kooperation mit der japanischen Unternehmensgruppe Mitsui. So unterzeichnete bereits 2013 das Vorgängerunternehmen Kompania Węglowa eine Vereinbarung mit Mitsui zum Bau eines 1000-MW-Kohlekraftwerkes im schlesischen Wola (in der Gmina Miedźna).

## Geschichte
Die PGG wurde am 16. Januar 2015 als Zweckgesellschaft – zunächst in der Rechtsform einer Spółka z ograniczoną odpowiedzialnością (Gesellschaft mit beschränkter Haftung) – in Kattowitz gegründet, um die Vermögenswerte und Verbindlichkeiten der insolventen Kompania Węglowa zu übernehmen. Am 29. April 2016 übernahm sie von dieser 11 Steinkohlenbergwerke, 4 weitere Unternehmen, 35.000 Mitarbeiter und finanzielle Verpflichtungen. Am 1. Juli 2016 wurden die 11 Bergwerke zu noch 5 zusammengefasst. Am 1. April 2017 erwarb  PGG die Katowicki Holding Węglowy. Am 29. Dezember 2017 wurde PGG in eine Aktiengesellschaft umgewandelt.

## Aktionäre
Seit 25. Oktober 2022 ist der polnische Staat Alleineigentümer der PGG. Zuvor wurden die Aktien der PGG gehalten von:
- PGNiG Termika: 8.000.000
- Węglokoks: 7.167.181
- PGE GiEK: 6.000.000
- Energa Kogeneracja: 6.000.000
- TF Silesia (Towarzystwo Finansowe Silesia, Schlesische Finanzgesellschaft): 6.000.000
- Polnischer Entwicklungsfonds (Polski Fundusz Rozwoju, PFR): 3.000.000
- Enea S.A.: 3.000.000
- Schatzkammer der Republik Polen: 1